# 卡尔内
卡尔内（法語：Carnet，法語發音：[kaʁnɛ]）是法国芒什省的一个旧市镇，属于阿夫朗什区。2017年，卡尔内与邻近的5个市镇并入市镇圣雅姆。

## 地理
卡尔内（48°30'36"N, 1°21'26"W）面积10.18 平方千米，位于法国诺曼底大区芒什省，该省份为法国西北部沿海省份，西、北、东北三面环大西洋，东起顺时针与卡爾瓦多斯省、奧恩省、马耶讷省和伊勒-维莱讷省接壤。
与卡尔内接壤的市镇（或旧市镇、城区）包括：维利耶勒普雷、科格勒、勒费雷、阿尔古日、圣雅姆。
卡尔内的时区为UTC+01:00、UTC+02:00（夏令时）。

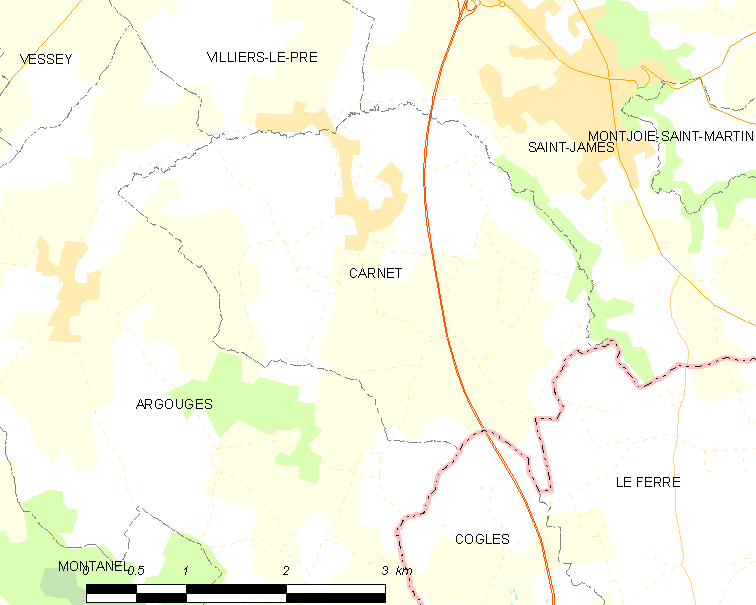
卡尔内的OSM定位图

## 行政
卡尔内的邮政编码为50240，INSEE市镇编码为50100。

## 政治
卡尔内所属的省级选区为圣伊莱尔迪阿库埃县。

## 人口

1962-2008年间卡尔内人口变化图示

卡尔内于2018年1月1日时的人口数量为497人。